# واسوس
واسوس (انگلیسی: Vasu) در هندوئیسم، واسوس زبان سانسکریت: वसु) خدایان همراه ایندرا و بعداً ویشنو هستند. آشتا واسوس در رامایانا به عنوان فرزندان کاسیاپا و آدیتی و در مهابهاراتا به عنوان پسران مانو یا برهما پراجاپاتی توصیف می‌شوند.